# 姜思淼
姜思淼（1998年10月8日—），中國黑龍江省哈爾濱市人，女子冰壺運動員，為現役中國國家女子冰壺隊隊員。因外表甜美及表現優良被網友稱之「千年一遇的冰美人」。

## 冰壺經歷
哈爾濱因氣候寒冷作為中國最早發展冰壺的地區，為了推廣冰壺，配合體教結合政策，使冰壺成為特招項目，配合中考、高考的降分政策，讓許多哈爾濱的家長鼓勵孩子去學習冰壺，而姜思淼也因此從13歲開始就接觸冰壺。
在打了三、四年後，也有打出一些成績，隨著家長的期許，藉著冰壺考上中國第一支冰壺隊起源的哈爾濱體育學院冰壺專業，許多中國冰壺選手都出自於此，包含王冰玉、柳蔭、岳清爽、周妍、劉銳、徐曉明。在哈爾濱體育學院中姜思淼師承前中國國家女子冰壺隊隊員岳清爽，18歲時就已經成為中國國家女子冰壺隊隊員。
2016年，於中國第十三屆冬季運動會，代表哈爾濱隊獲得冰壺冠軍。同年年末，於首屆中國青海國際冰壺邀請賽，代表中國女隊獲得第五名。
2018年，於2017-2018年度中國全國混合四人冰壺錦標賽，代表黑龍江省滑冰訓練中心三隊獲得冠軍。
2021年，於中國國際冰壺精英赛中國公開賽，代表哈爾濱體育學院隊獲得亞軍。